# Djordje Pesic
Djordje Pesic (n. 18 iunie 1982, Backa Palanka, Serbia) este un handbalist, de origine sârbă, ce evoluează în prezent la Vardar Skopje (Macedonia).
A mai jucat la Sintelon RK între 1999-2003, RK Fidelinka Radnicki Subotica (2004-2006), Partizan Belgrad (2006-2007), Minaur Baia Mare (2007-2009), RK Vardar Skopje (2009-prezent).
DATE PERSONALE:
Post: Pivot
Înălțime: 190 cm
Greutate: 108 kg